# Cees van Lunteren
Cees van Lunteren (Amsterdam, 1934) is een voormalig topkorfballer en korfbalcoach. Als speler speelde hij bij het Amsterdamse ROHDA waarmee hij vele Nederlandse titels won, als aanvoerder van zijn team. Daarnaast speelde Van Lunteren ook in het Nederlands korfbalteam. Na zijn carrière als speler werd Van Lunteren coach.

## Speler
Van Lunteren speelde zijn volledige spelerscarrière bij ROHDA.
In seizoen 1952-1953 maakte Van Lunteren zijn debuut in het eerste team van de club.
Seizoen 1955-1956 was het startjaar van ROHDA waarna vele titels volgden. In dit seizoen won de club de "dubbel", want de ploeg werd zowel kampioen op het veld als in de zaalcompetitie. Dit was sowieso bijzonder, omdat dit het eerste seizoen met zaalkorfbal (toen microkorfbal genoemd) was. ROHDA werd zodoende de eerste kampioen zaalkorfbal.
Van Lunteren speelde t/m 1969 bij ROHDA en stopte 35-jarige leeftijd. In zijn carrière won hij 5 veldtitels en 8 zaaltitels.
Van Lunteren stopte in 1969 en zijn laatste wedstrijd was de finale van de Europacup. In die finale speelde ROHDA tegen stadsgenoot AKC Blauw-Wit, maar ROHDA verloor deze wedstrijd. Wel maakte Van Lunteren de enige 2 treffers voor zijn team.

## Erelijst als Speler
- Nederlands kampioen veldkorfbal, 5x (1956, 1959, 1961, 1963, 1966)
- Nederlands kampioen zaalkorfbal, 8x (1956, 1957, 1958, 1959, 1961, 1963, 1964, 1966)

## Oranje
Van Lunteren speelde 40 officiële interlands met het Nederlands korfbalteam. Van deze 40 caps speelde hij er 34 op het veld en 6 in de zaal.

## Coach
Na zijn spelerscarrière werd Van Lunteren trainer. Zo werd hij trainer van de Almelose club AKC  in seizoen 1973-1974. Samen met coach Ben Smit klom de ploeg snel omhoog en werd het in 1974 in de zaalcompetitie 1e in de Hoofdklasse A, waardoor het zichzelf plaatste voor de zaalfinale.
In de zaalfinale bleek echter het Amsterdamse LUTO te sterk, want AKC verloor met 10-9.

### Allen Weerbaar
Na 1 seizoen bij AKC ging Van Lunteren aan de slag bij het Amsterdamse Allen Weerbaar. Samen met coach Wim Asman nam hij de ploeg onder zich en dat had meteen succes. Allen Weerbaar was in 1974 in de zaal gepromoveerd naar de Hoofdklasse en in seizoen 1974-1975, werd de ploeg meteen gedeeld 1e in de Hoofdklasse A, samen met AKC Blauw-Wit. Er moest een beslissingsduel worden gespeeld om te bepalen welke ploeg 1e zou worden en dus de zaalfinale mocht spelen. Allen Weerbaar won deze wedstrijd met 13-10, waardoor het zich als promovendus plaatste voor de Nederlandse zaalfinale.
In de finale was tegenstander Ons Eibernest net te sterk met 10-8.
In de veldcompetitie promoveerde Allen Weerbaar in 1976 ook naar de Hoofdklasse, waardoor de club vanaf seizoen 1976-1977 in beide competities op het hoogste niveau speelde.
In seizoen 1976-1977 werd Allen Weerbaar met 20 punten 1e in de Hoofdklasse B in de zaal, waardoor het zich weer plaatste voor de zaalfinale.
De zaalfinale werd een Amsterdams onderonsje, want de tegenstander was LUTO. In de finale won Allen Weerbaar met 11-8, waardoor de ploeg Nederlands kampioen werd.
In 1978 stopte Van Lunteren bij Allen Weerbaar. Wim Wink nam het van hem over.

### ROHDA
In 1978 verruilde Van Lunteren van club en werd coach bij de club waar hij zelf als speler had gespeeld, namelijk ROHDA. De club verkeerde in een lastige periode, want ROHDA was in 1977 in de veldcompetitie uit de Hoofdklasse gedegradeerd en vlak voor de aanstelling van Van Lunteren degradeerden ze ook in de zaal uit de Hoofdklasse. De missie voor Van Lunteren was dan ook duidelijk ; hij moest ROHDA terug in de Hoofdklasse krijgen kampioen maken.
In zijn eerste seizoen bij de club, 1978-1979 promoveerde ROHDA in de zaal meteen terug naar de Hoofdklasse, maar op het veld lukte dit nog niet.
In seizoen 1979-1980 speelde ROHDA in de zaal weer in de Hoofdklasse, maar dat was nog geen succes. In dit seizoen behaalde de club slechts 7 punten uit 14 wedstrijden, waardoor het weer degradeerde. In de veldcompetitie gebeurde echter het tegenovergestelde, want ROHDA promoveerde terug naar de Hoofdklasse.
Seizoen 1980-1981 was het laatste jaar voor Van Lunteren als ROHDA coach. In de veldcompetitie speelde de ploeg weer in de Hoofdklasse en werd uiteindelijk 4e. Ook in de zaalcompetitie was er een lichtpuntje, want de ploeg promoveerde weer naar de Hoofdklasse. Hierna werd Anton Poelstra de nieuwe coach van het team.

### Terug bij Allen Weerbaar
Nadat Van Lunteren in 1981 was gestopt bij ROHDA was hij van plan geen job meer in de korfbal aan te nemen. Echter gebeurde er iets met Allen Weerbaar in oktober 1983.
De ploeg was net bezig met het veldseizoen, maar had last van tegenvallende resultaten. Coach Rob Molanus stopte per direct in de hoop het tij te keren. De ploeg meldde zich bij Van Lunteren om wederom coach van het team te worden.
Van Lunteren ging de uitdaging aan en stond zodoende voor seizoen 1983-1984 weer voor Allen Weerbaar. De ploeg had veel talent, want met spelers zoals Koos Snel en Bram van der Zee hadden ze veel schotkracht in huis. In de zaalcompetitie kreeg Van Lunteren de ploeg weer op koers en uiteindelijk bleef Allen Weerbaar concurrent Deetos net met 1 punt voor en werd 1e in de Hoofdklasse A. Zodoende stond Allen Weerbaar in de zaalfinale van het seizoen dat zo moeilijk begon.
In de finale werd de Delftse tegenstander Fortuna nipt verslagen met 12-11, waardoor Allen Weerbaar landskampioen werd.
Niet veel later, in de veldcompetitie, gebeurde het tegenovergestelde als in de zaal. Terwijl Allen Weerbaar de zaalkampioen van Nederland werd, degradeerde het op het veld uit de Hoofdklasse.
Ondanks deze tegenvaller werd Van Lunteren werd onderscheiden met de prijs "Beste Korfbalcoach van het Jaar".
Seizoen 1984-1985 was het laatste seizoen voor Van Lunteren als korfbalcoach. In de veldcompetitie was de ploeg net gedegradeerd en de ploeg wilde weer terug naar de Hoofdklasse. Dit lukte, want de club promoveerde. Echter ging het in de zaalcompetitie mis. Allen Weerbaar kon de titel van 1984 niet verdedigen, sterker nog ; de ploeg degradeerde.

## Erelijst als Coach
- Nederlands kampioen zaalkorfbal, 2x (1977, 1984)
- Coach van het Jaar, 1x (1984)